# Језгро (алгебра)
У алгебри, језгро (или кернел) хомоморфизма је релација која описује како елементи у домену хомоморфизма постају повезани у слици. Хомоморфизам је функција која чува основну алгебарску структуру из свог домена у својој слици.
Када укључене алгебарске структуре имају основну структуру групе, језгро се дефинише као инверзна слика неутрала групе у слици, то јест, састоји се од елемената домена који се пресликавају у неутрал слике. На пример, пресликавање које сваком целом броју додељује његову парност (то јест, 0 ако је број паран, 1 ако је непаран) представља хомоморфизам у целе бројеве по модулу 2, а његово језгро би били парни цели бројеви, који сви имају парност 0. Језгро хомоморфизма структура сличних групама садржаће само неутрал ако и само ако је хомоморфизам инјективан, то јест, ако се инверзна слика сваког елемента састоји од једног елемента. То значи да се језгро може посматрати као мера степена до којег хомоморфизам није инјективан.
За неке типове структура, као што су Абелове групе и векторски простори, могућа језгра су тачно подструктуре истог типа. То није увек случај, па су нека језгра добила посебна имена, као што су нормалне подгрупе за групе и двострани идеали за прстенове. Концепт језгра је проширен на структуре код којих инверзна слика једног елемента није довољна да се одреди да ли је хомоморфизам инјективан. У тим случајевима, језгро је релација конгруенције.
Језгра омогућавају дефинисање количничких објеката (такође названих количничке алгебре у универзалној алгебри). За многе типове алгебарских структура, основна теорема о хомоморфизмима (или прва теорема о изоморфизму) каже да је слика хомоморфизма изоморфна количнику по језгру.

## Дефиниција

### Хомоморфизми група
Група је скуп {\displaystyle G} са бинарном операцијом {\displaystyle \cdot } која задовољава следећа три својства за све {\displaystyle a,b,c\in G}:
1. Асоцијативност: {\displaystyle (a\cdot b)\cdot c=a\cdot (b\cdot c)}
2. Неутрал: Постоји {\displaystyle e\in G} тако да је {\displaystyle e\cdot a=a\cdot e=a}
3. Инверзни елемент: За свако {\displaystyle a\in G} постоји {\displaystyle a'\in G} тако да је {\displaystyle a\cdot a'=a'\cdot a=e}

Група се назива Абеловом ако такође задовољава {\displaystyle a\cdot b=b\cdot a}.
Нека су {\displaystyle G} и {\displaystyle H} групе. Хомоморфизам групе из {\displaystyle G} у {\displaystyle H} је функција {\displaystyle f:G\to H} таква да је {\displaystyle f(ab)=f(a)f(b)} за све {\displaystyle a,b\in G}. (Ради једноставности, симбол операције {\displaystyle \cdot } је изостављен.) Ако је {\displaystyle e_{H}} неутрал групе {\displaystyle H}, онда је језгро од {\displaystyle f} инверзна слика једночланог скупа {\displaystyle \{e_{H}\}}; то јест, подскуп од {\displaystyle G} који се састоји од свих елемената из {\displaystyle G} који се пресликавањем {\displaystyle f} пресликавају у елемент {\displaystyle e_{H}}.
Језгро се обично означава са {\displaystyle \ker {f}} (или варијацијом). Симболички:
{\displaystyle \ker f=\{g\in G:f(g)=e_{H}\}.}
Пошто хомоморфизам групе чува неутрале, неутрал {\displaystyle e_{G}} групе {\displaystyle G} мора припадати језгру. Хомоморфизам {\displaystyle f} је инјективан ако и само ако је његово језгро само једночлани скуп {\displaystyle \{e_{G}\}}.
{\displaystyle \ker {f}} је подгрупа од {\displaystyle G} и штавише, то је нормална подгрупа. Дакле, постоји одговарајућа количничка група {\displaystyle G/\ker {f}}. Она је изоморфна {\displaystyle f(G)}, слици групе {\displaystyle G} под {\displaystyle f} (која је такође подгрупа од {\displaystyle H}), према првој теореми о изоморфизму за групе.

### Хомоморфизми прстенова
Прстен са јединицом је скуп {\displaystyle R} са две бинарне операције {\displaystyle +} и {\displaystyle \cdot } које задовољавају:
1. {\displaystyle R} са {\displaystyle +} је Абелова група са неутралом {\displaystyle 0}.
2. Множење {\displaystyle \cdot } је асоцијативно.
3. Дистрибутивност: {\displaystyle a\cdot (b+c)=a\cdot b+a\cdot c} и {\displaystyle (a+b)\cdot c=a\cdot c+b\cdot c} за све {\displaystyle a,b,c\in R}
4. Множење {\displaystyle \cdot } има неутрал {\displaystyle 1}.[а]

Прстен је комутативан ако је множење комутативно, а такав прстен је поље када сваки {\displaystyle 0\neq a\in R} има мултипликативни инверз, то јест, неко {\displaystyle b\in R} такво да је {\displaystyle ab=1}. Нека су {\displaystyle R} и {\displaystyle S} прстенови. Хомоморфизам прстенова из {\displaystyle R} у {\displaystyle S} је функција {\displaystyle f:R\to S} која задовољава за све {\displaystyle a,b\in R}:
1. {\displaystyle f(a+b)=f(a)+f(b)}
2. {\displaystyle f(ab)=f(a)f(b)}

Језгро од {\displaystyle f} је језгро у смислу адитивних група. То је инверзна слика нултог идеала {\displaystyle \{0_{S}\}}, односно подскуп од {\displaystyle R} који се састоји од свих елемената из {\displaystyle R} који се пресликавају у елемент {\displaystyle 0_{S}}.
Језгро се обично означава са {\displaystyle \ker {f}} (или варијацијом).
Симболички:
{\displaystyle \operatorname {ker} f=\{r\in R:f(r)=0_{S}\}.}
Пошто хомоморфизам прстенова чува нулте елементе, нулти елемент {\displaystyle 0_{R}} из {\displaystyle R} мора припадати језгру.
Хомоморфизам {\displaystyle f} је инјективан ако и само ако је његово језгро само једночлани скуп {\displaystyle \{0_{R}\}}.
Ово је увек случај ако је {\displaystyle R} поље, а {\displaystyle S} није нулти прстен.
Пошто {\displaystyle \ker {f}} садржи мултипликативни неутрал само када је {\displaystyle S} нулти прстен, испоставља се да језгро углавном није потпрстен од {\displaystyle R}. Језгро је под-„прстен” без јединице (rng), и прецизније, двострани идеал у {\displaystyle R}. Стога, има смисла говорити о количничком прстену {\displaystyle R/\ker {f}}. Прва теорема о изоморфизму за прстенове каже да је овај количнички прстен природно изоморфан слици хомоморфизма {\displaystyle f} (која је потпрстен од {\displaystyle S}).

### Линеарна пресликавања
За дато поље {\displaystyle F}, векторски простор (над {\displaystyle F}) је Абелова група {\displaystyle V} (са бинарном операцијом {\displaystyle +} и неутралом {\displaystyle 0}) са скаларним множењем из {\displaystyle F} које задовољава за све {\displaystyle a,b\in F} и {\displaystyle \alpha ,\beta \in V}:
1. {\displaystyle a(b\alpha )=(ab)\alpha }
2. {\displaystyle (a+b)\alpha =a\alpha +b\alpha }
3. {\displaystyle a(\alpha +\beta )=a\alpha +a\beta }
4. {\displaystyle 1\alpha =\alpha }

Нека су {\displaystyle V} и {\displaystyle W} векторски простори над пољем {\displaystyle F}. Линеарно пресликавање (или линеарна трансформација) из {\displaystyle V} у {\displaystyle W} је функција {\displaystyle T:V\to W} која задовољава за све {\displaystyle \alpha ,\beta \in V} и {\displaystyle a\in F}:
1. {\displaystyle T(\alpha +\beta )=T(\alpha )+T(\beta )}
2. {\displaystyle T(a\alpha )=aT(\alpha )}

Ако је {\displaystyle 0_{W}} нулти вектор из {\displaystyle W}, онда је језгро од {\displaystyle T} (или нулти простор) инверзна слика нултог потпростора {\displaystyle \{0_{W}\}}; то јест, подскуп од {\displaystyle V} који се састоји од свих елемената из {\displaystyle V} који се пресликавањем {\displaystyle T} пресликавају у елемент {\displaystyle 0_{W}}. Језгро се означава као {\displaystyle \ker {T}}, или неком варијацијом, и симболички се дефинише као:
{\displaystyle \ker T=\{\mathbf {v} \in V:T(\mathbf {v} )=\mathbf {0} _{W}\}.}
Пошто линеарно пресликавање чува нулте векторе, нулти вектор {\displaystyle 0_{V}} из {\displaystyle V} мора припадати језгру. Трансформација {\displaystyle T} је инјективна ако и само ако је њено језгро сведено на нулти потпростор.
Језгро {\displaystyle \ker {T}} је увек линеарни потпростор од {\displaystyle V}. Стога, има смисла говорити о количничком простору {\displaystyle V/\ker {T}}. Прва теорема о изоморфизму за векторске просторе каже да је овај количнички простор природно изоморфан слици од {\displaystyle T} (која је потпростор од {\displaystyle W}). Као последица, димензија од {\displaystyle V} једнака је збиру димензије језгра и димензије слике.

### Хомоморфизми модула
Нека је {\displaystyle R} прстен. Модули над {\displaystyle R} се дефинишу потпуно исто као векторски простори над пољем, користећи исте аксиоме, осим што се поље замењује прстеном. Заправо, модул над пољем је исто што и векторски простор над пољем. Нека су {\displaystyle M} и {\displaystyle N} {\displaystyle R}-модули. Хомоморфизам модула из {\displaystyle M} у {\displaystyle N} је такође функција {\displaystyle \varphi :M\to N} која задовољава исте аналогне особине као линеарно пресликавање. Језгро од {\displaystyle \varphi } се дефинише као:
{\displaystyle \ker \varphi =\{m\in M\ |\ \varphi (m)=0\}}
Свако језгро је подмодул доменског модула, што значи да увек садржи 0, адитивни неутрал модула. Језгра Абелових група се могу сматрати посебном врстом језгара модула када је основни прстен скуп целих бројева.

## Примери

### Хомоморфизми група
Нека је {\displaystyle G} циклична група са 6 елемената {\displaystyle \{0,1,2,3,4,5,\}} са модуларним сабирањем, {\displaystyle H} циклична група са 2 елемента {\displaystyle \{0,1\}} са модуларним сабирањем, и {\displaystyle f} хомоморфизам који пресликава сваки елемент {\displaystyle g\in G} у елемент {\displaystyle g} по модулу 2 у {\displaystyle H}. Тада је {\displaystyle \ker f=\{0,2,4\}}, пошто се сви ови елементи пресликавају у {\displaystyle 0\in H}. Количничка група {\displaystyle G/\ker {f}} има два елемента: {\displaystyle \{0,2,4\}} и {\displaystyle \{1,3,5\}}, и изоморфна је са {\displaystyle H}.
За изоморфизам {\displaystyle \varphi :G\to H}, имамо {\displaystyle \ker \varphi =1}. Са друге стране, ако је ово пресликавање само хомоморфизам где је H тривијална група, онда је {\displaystyle \varphi (g)=1} за све {\displaystyle g\in G}, па је стога {\displaystyle \ker \varphi =G}.
Нека је {\displaystyle \varphi :\mathbb {R} ^{2}\to \mathbb {R} } пресликавање дефинисано као {\displaystyle \varphi ((x,y))=x}. Ово је хомоморфизам чије се језгро састоји тачно од тачака облика {\displaystyle (0,y)}. Ово пресликавање се сматра „пројекцијом на x-осу”. Сличан феномен се дешава са пресликавањем {\displaystyle f:(\mathbb {R} ^{\times })^{2}\to \mathbb {R} ^{\times }} дефинисаним као {\displaystyle f(a,b)=b}, где је језгро скуп тачака облика {\displaystyle (a,1)}
За не-Абелов пример, нека {\displaystyle Q_{8}} означава кватернионску групу, а {\displaystyle V_{4}} Клајнову 4-групу. Дефинишимо пресликавање {\displaystyle \varphi :Q_{8}\to V_{4}} као:
{\displaystyle \varphi (\pm 1)=1}
{\displaystyle \varphi (\pm i)=a}
{\displaystyle \varphi (\pm j)=b}
{\displaystyle \varphi (\pm k)=c}
Ово пресликавање је хомоморфизам где је {\displaystyle \ker \varphi =\{\pm 1\}}.
Нека {\displaystyle S^{1}} означава кружну групу, која се састоји од свих комплексних бројева са апсолутном вредношћу (или модулом) {\displaystyle 1}, где је операција групе множење. Тада је функција {\displaystyle f:\mathbb {R} \to S^{1}} sending {\displaystyle x\mapsto e^{2\pi ix}=\cos(2\pi x)+i\sin(2\pi x)} хомоморфизам чије је језгро скуп целих бројева. Прва теорема о изоморфизму тада имплицира да је {\displaystyle \mathbb {R} /\mathbb {Z} \cong S^{1}}.
Симетрична група над {\displaystyle n} елемената, {\displaystyle S_{n}}, има сурјективни хомоморфизам {\displaystyle \epsilon :S_{n}\to \mathbb {Z} _{2}} који сваку пермутацију пресликава у парност броја транспозиција чији је производ та пермутација. Алтернирајућа група {\displaystyle A_{n}=\ker \epsilon } је језгро овог хомоморфизма, и састоји се од парних пермутација. Алтернирајућа група је не-Абелова проста група за {\displaystyle n\geq 5}.
Детерминанта {\displaystyle n\times n} инвертибилних матрица над реалним бројевима {\displaystyle \mathbb {R} }, чији се скуп означава са {\displaystyle GL(n,\mathbb {R} )} и назива општа линеарна група {\displaystyle n\times n} матрица над {\displaystyle \mathbb {R} }, је хомоморфизам на мултипликативну групу {\displaystyle \mathbb {R} ^{\times }} (која се састоји од свих ненултих реалних бројева), а језгро детерминанте се назива специјална линеарна група {\displaystyle SL(n,\mathbb {R} )} {\displaystyle n\times n} матрица над {\displaystyle \mathbb {R} }. То су матрице чија је детерминанта тачно {\displaystyle 1}.
За дату групу {\displaystyle G} и елемент, пресликавање {\displaystyle x\mapsto gxg^{-1}} је аутоморфизам – изоморфизам чији су домен и слика иста група. Ово даје хомоморфизам из {\displaystyle G} у њену групу аутоморфизама {\displaystyle {\text{Aut}}(G)}, пресликавајући свако {\displaystyle g} у одговарајући унутрашњи аутоморфизам као што је описано, а језгро овог хомоморфизма је центар {\displaystyle Z(G)} групе {\displaystyle G}, који се састоји од {\displaystyle g\in G} таквих да за свако {\displaystyle x\in G} имамо {\displaystyle gxg^{-1}=x}, или еквивалентно {\displaystyle gx=xg}. Уопштеније, за сваку нормалну подгрупу {\displaystyle H} од {\displaystyle G} (тј. групе затворене под коњугацијом), ово пресликавање коњугације је такође аутоморфизам на {\displaystyle H}, дајући још један хомоморфизам {\displaystyle G} у {\displaystyle {\text{Aut}}(H)}, чије је језгро централизатор {\displaystyle C_{G}(H)} од {\displaystyle H} у {\displaystyle G}, што је скуп {\displaystyle g\in G} таквих да за свако {\displaystyle h\in H} имамо {\displaystyle ghg^{-1}=h}.

### Хомоморфизми прстенова
Размотримо пресликавање {\displaystyle \varphi :\mathbb {Z} \to \mathbb {Z} /2\mathbb {Z} } где је други прстен скуп целих бројева по модулу 2, а пресликавање шаље сваки број у његову парност; 0 за парне бројеве, и 1 за непарне. Ово пресликавање је хомоморфизам, и пошто је адитивни неутрал другог прстена 0, језгро је тачно скуп парних бројева.
Нека је {\displaystyle \varphi :\mathbb {Q} [x]\to \mathbb {Q} } дефинисано као {\displaystyle \varphi (p(x))=p(0)}. Ово пресликавање, које је хомоморфизам, шаље сваки полином у његов константни члан. Оно пресликава полином у нулу акко је константни члан тог полинома 0. Полиноми са реалним коефицијентима могу имати сличан хомоморфизам, чије је језгро скуп полинома са константним чланом 0.

### Линеарна пресликавања
Нека је {\displaystyle \varphi :\mathbb {C} ^{3}\to \mathbb {C} } дефинисано као {\displaystyle \varphi (x,y,z)=x+2y+3z}. Тада ће језгро од {\displaystyle \varphi } (то јест, нулти простор) бити скуп тачака {\displaystyle (x,y,z)\in \mathbb {C} ^{3}} таквих да је {\displaystyle x+2y+3z=0}, и овај скуп је потпростор од {\displaystyle \mathbb {C} ^{3}} (исто важи за свако језгро линеарног пресликавања).
Ако {\displaystyle D} представља оператор извода на реалним полиномима, онда ће се језгро од {\displaystyle D} састојати од полинома са изводом једнаким 0, то јест, од константних функција.
Размотримо пресликавање {\displaystyle (Tp)(x)=x^{2}p(x)}, где је {\displaystyle p} полином са реалним коефицијентима. Тада је {\displaystyle T} линеарно пресликавање чије је језгро тачно 0, пошто је 0 једини полином који задовољава {\displaystyle x^{2}p(x)=0} за све {\displaystyle x\in \mathbb {R} }.

## Количничке алгебре
Језгро хомоморфизма се може користити за дефинисање количничке алгебре. Нека су {\displaystyle G} и {\displaystyle H} групе, {\displaystyle \varphi :G\to H} хомоморфизам групе, и означимо {\displaystyle K=\ker \varphi }. Дефинишимо {\displaystyle G/K} као скуп влакана хомоморфизма {\displaystyle \varphi }, где је влакно скуп тачака из домена које се пресликавају у исту тачку у кодомену. Нека {\displaystyle X_{a}\in G/K} означава влакно елемента {\displaystyle a\in H}, тада се на скупу влакана може увести операција групе дефинисана као {\displaystyle X_{a}X_{b}=X_{ab}}, и {\displaystyle G/K} се назива количничка група (или фактор група), што се чита као „G по K” или „G мод K”. Терминологија потиче од чињенице да језгро представља влакно неутрала кодомена, {\displaystyle H}, а да су остали елементи једноставно „транслације” језгра, па се количничка група добија „дељењем” језгра.
Влакна се такође могу описати посматрањем домена у односу на језгро; за дато {\displaystyle X\in G/K} и било који елемент {\displaystyle u\in X}, важи {\displaystyle X=uK=Ku} где је:
{\displaystyle uK=\{uk\ |\ k\in K\}}
{\displaystyle Ku=\{ku\ |\ k\in K\}}
ови скупови се називају леви и десни косети, респективно, и могу се дефинисати уопштено за било коју подгрупу од {\displaystyle G}. Операција групе се тада може дефинисати као {\displaystyle uK\circ vK=(uv)K}, што је добро дефинисано без обзира на избор представника влакана.
Према првој теореми о изоморфизму, постоји изоморфизам {\displaystyle \mu :G/K\to \varphi (G)}, где је друга група слика хомоморфизма {\displaystyle \varphi }, а изоморфизам је дефинисан као {\displaystyle \mu (uK)=\varphi (u)}, и такво пресликавање је такође добро дефинисано.
За прстенове, модуле, и векторске просторе, могуће је дефинисати одговарајуће количничке алгебре преко основне адитивне структуре групе, са косетима представљеним као {\displaystyle x+K}. Множење у прстену се може дефинисати на количничкој алгебри као {\displaystyle (x+K)(y+K)=xy+K}, и оно је добро дефинисано. За прстен {\displaystyle R} (евентуално поље када се описују векторски простори) и хомоморфизам модула {\displaystyle \varphi :M\to N} са језгром {\displaystyle K=\ker \varphi }, може се дефинисати скаларно множење на {\displaystyle G/K} са {\displaystyle r(x+K)=rx+K} за {\displaystyle r\in R} и {\displaystyle x\in M}, што ће такође бити добро дефинисано.

## Структуре језгара
Структура језгара омогућава изградњу количничких алгебри из структура које задовољавају својства језгара. Свака подгрупа {\displaystyle N} групе {\displaystyle G} може се користити за конструкцију количника {\displaystyle G/N} помоћу скупа свих косета од {\displaystyle N} у {\displaystyle G}. Природан начин да се ово претвори у групу, слично поступку за количник по језгру, јесте дефинисање операције на (левим) косетима са {\displaystyle uN\cdot vN=(uv)N}, међутим ова операција је добро дефинисана акко је подгрупа {\displaystyle N} затворена под коњугацијом у {\displaystyle G}, то јест, ако је {\displaystyle g\in G} и {\displaystyle n\in N}, онда је {\displaystyle gng^{-1}\in N}. Штавише, добра дефинисаност операције је довољна да количник буде група. Подгрупе које задовољавају ово својство називају се нормалним подгрупама. Свако језгро групе је нормална подгрупа, и за дату нормалну подгрупу {\displaystyle N} групе {\displaystyle G}, природна пројекција {\displaystyle \pi :G\to G/N} дефинисана као {\displaystyle \pi (g)=gN} је хомоморфизам са {\displaystyle \ker \pi =N}, па су нормалне подгрупе тачно оне подгрупе које су језгра. Затвореност под коњугацијом, међутим, даје критеријум када је подгрупа језгро неког хомоморфизма.
За прстен {\displaystyle R}, посматрајући га као групу, може се формирати количничка група преко произвољне подгрупе {\displaystyle I} прстена, која ће бити нормална због тога што је адитивна група прстена Абелова. Да би се дефинисало множење на {\displaystyle R/I}, множење косета, дефинисано као {\displaystyle (r+I)(s+I)=rs+I}, треба да буде добро дефинисано. Узимањем представника {\displaystyle r+\alpha } и {\displaystyle s+\beta } од {\displaystyle r+I} и {\displaystyle s+I} респективно, за {\displaystyle r,s\in R} и {\displaystyle \alpha ,\beta \in I}, добија се:
{\displaystyle (r+\alpha )(s+\beta )+I=rs+I}
Ако се узме {\displaystyle r=s=0}, то имплицира да је {\displaystyle I} затворено под множењем, док узимањем {\displaystyle \alpha =s=0} показује да је {\displaystyle r\beta \in I}, то јест, {\displaystyle I} је затворено под произвољним множењем елементима са леве стране. Слично, узимањем {\displaystyle r=\beta =0} имплицира да је {\displaystyle I} такође затворено под множењем произвољним елементима са десне стране. Свака подгрупа {\displaystyle R} која је затворена под множењем било којим елементом прстена назива се идеал. Аналогно нормалним подгрупама, идеали прстена су тачно језгра хомоморфизама.

## Тачан низ
Језгра се користе за дефинисање тачних низова хомоморфизама за групе и модуле. За дате модуле {\displaystyle A}, {\displaystyle B}, и {\displaystyle C}, пар хомоморфизама {\displaystyle \psi :A\to B,\varphi :B\to C}, записан као {\displaystyle A\xrightarrow {\psi } B\xrightarrow {\varphi } C}, каже се да је тачан (у {\displaystyle B}) ако је {\displaystyle {\text{image }}\psi =\ker \varphi }. Тачан низ је тада низ модула и хомоморфизама {\displaystyle \cdots \to X_{n-1}\to X_{n}\to X_{n+1}\to \cdots } где је сваки суседни пар модула и хомоморфизама тачан.
Није неопходно означавати хомоморфизме у тачном низу који почињу или се завршавају на нултом модулу јер постоји само једно јединствено пресликавање; пресликавање {\displaystyle 0\mapsto 0} када је нулти модул домен, и пресликавање {\displaystyle b\mapsto 0} када је нулти модул кодомен.  Тачни низови се могу користити за опис услова када је хомоморфизам инјективан, сурјективан, или изоморфизам. Конкретно, низови {\displaystyle 0\to A\xrightarrow {f} B}, {\displaystyle B\xrightarrow {g} C\to 0}, и {\displaystyle 0\to A\xrightarrow {h} B\to 0} су тачни ако и само ако су означени хомоморфизми инјективни, сурјективни, и изоморфизам, респективно.
Посебна врста тачног низа је кратак тачан низ, који је облика {\displaystyle 0\to A\xrightarrow {\psi } B\xrightarrow {\varphi } C\to 0}. Ови низови су повезани са проблемом проширења: за дате модуле {\displaystyle A} и {\displaystyle C}, одредити модуле {\displaystyle B} такве да је {\displaystyle A} подмодул од {\displaystyle B}, а њихов резултујући количник је изоморфан {\displaystyle C}. Такав модул се назива проширење од {\displaystyle C} са {\displaystyle A} (или алтернативно, проширење од {\displaystyle A} са {\displaystyle C}). Проблем проширења, када се запише у облику тачних низова, може се изразити као проналажење свих кратких тачних низова {\displaystyle 0\to A\xrightarrow {\psi } B\xrightarrow {\varphi } C\to 0} са фиксираним {\displaystyle A} и {\displaystyle C}. Такво проширење имплицира да је {\displaystyle A\cong \psi (A)} и {\displaystyle \psi (A)} је језгро од {\displaystyle \phi }.

## Универзална алгебра
Језгра се могу генерализовати у универзалној алгебри за хомоморфизме између било које две алгебарске структуре. Операција на скупу {\displaystyle A} је функција облика {\displaystyle Q:A^{n}\to A}, где је {\displaystyle n} арност (или ранг) операције. {\displaystyle n}-арна операција узима уређену листу од {\displaystyle n} елемената из {\displaystyle A} и пресликава их у један елемент у {\displaystyle A}. Алгебарска структура је уређена н-торка {\displaystyle \langle A,F\rangle } где је {\displaystyle A} основни скуп алгебре, а {\displaystyle F} је индексирани скуп операција {\displaystyle Q\in F} на {\displaystyle A}, са њиховом интерпретацијом означеном као {\displaystyle Q^{A}}. Скуп који индексира {\displaystyle F} је језик, који такође пресликава сваки симбол операције у његову фиксну арност (названу функција ранга). Две алгебарске структуре су сличне када деле исти језик, укључујући њихову функцију ранга.
Нека су {\displaystyle A} и {\displaystyle B} алгебарске структуре сличног типа {\displaystyle F}. Хомоморфизам је функција {\displaystyle f:A\to B} која поштује интерпретацију сваког {\displaystyle Q\in F}, то јест, узимајући {\displaystyle Q} као {\displaystyle n}-арну операцију, и {\displaystyle a_{i}\in A} за {\displaystyle 1\leq i\leq n}: 
{\displaystyle f(Q^{A}(a_{1},\ldots a_{n}))=Q^{B}(f(a_{1}),\ldots f(a_{n}))}
Језгро од {\displaystyle f}, означено са {\displaystyle \ker {f}}, је подскуп Декартовог производа {\displaystyle A\times A} који се састоји од свих уређених парова елемената из {\displaystyle A} чије се обе компоненте пресликавањем {\displaystyle f} пресликавају у исти елемент у {\displaystyle B}. Симболички:
{\displaystyle \ker f=\left\{\left(a,b\right)\in A\times A:f(a)=f\left(b\right)\right\}{\mbox{.}}}
Хомоморфизам {\displaystyle f} је инјективан ако и само ако је његово језгро дијагонални скуп {\displaystyle \{(a,a)\ |\ a\in A\}}, који је увек садржан у језгру. {\displaystyle \ker {f}} је релација еквиваленције на {\displaystyle A}, и заправо релација конгруенције, што значи да за n-арну операцију {\displaystyle Q\in F}, релација {\displaystyle (a_{i},b_{i})\in \ker {f}} за {\displaystyle 1\leq i\leq n} имплицира {\displaystyle (Q^{A}(a_{1},\ldots a_{n}),Q^{A}(b_{1},\ldots b_{n}))\in \ker {f}}. Има смисла говорити о количничкој алгебри {\displaystyle A/\ker {f}}, са скупом који се састоји од класа еквиваленције {\displaystyle a/\ker f} језгра, и добро дефинисаним операцијама дефинисаним за {\displaystyle n}-арну операцију {\displaystyle Q\in F} као: 
{\displaystyle Q^{A/\ker {f}}(a_{1}/\ker {f},\ldots a_{n}/\ker {f})=Q^{A}(a_{1},\ldots a_{n})/\ker {f}}
Прва теорема о изоморфизму у универзалној алгебри каже да је ова количничка алгебра природно изоморфна слици од {\displaystyle f} (која је подалгебра од {\displaystyle B}).

## Теорија категорија

### Језгра морфизама
Језгра се могу генерализовати у категоријама које имају нулте објекте. Категорија садржи објекте и морфизме (или пресликавања) између тих објеката (записано као {\displaystyle f:A\to B}, где је {\displaystyle f} морфизам из изворног објекта {\displaystyle A} у циљни објекат {\displaystyle B} унутар категорије), као и композицију морфизама (ако су {\displaystyle f:A\to B} и {\displaystyle g:B\to C}, онда је {\displaystyle g\circ f:A\to C}) и морфизам идентитета {\displaystyle id_{A}:A\to A} такав да је композиција асоцијативна (ако су {\displaystyle f:A\to B}, {\displaystyle g:B\to C}, и {\displaystyle h:C\to D}, онда је {\displaystyle h\circ (g\circ f)=(h\circ g)\circ f}) и композиција са морфизмом идентитета резултира истим морфизмом (за {\displaystyle f:A\to B}, {\displaystyle f=f\circ id_{A}=id_{B}\circ f}). Морфизам {\displaystyle f:A\to B} је изоморфизам када постоји морфизам {\displaystyle g:B\to A} такав да су {\displaystyle g\circ f} и {\displaystyle f\circ g} морфизми идентитета.
Нулти објекат је објекат категорије у којем постоји тачно један морфизам који иде у сваки објекат и тачно један морфизам из сваког објекта. Било која два нулта објекта су међусобно изоморфна. Ако је нулти објекат категорије означен са {\displaystyle 0}, онда је композиција морфизама {\displaystyle 0:A\to 0\to B} {\displaystyle 0}-морфизам из {\displaystyle A} у {\displaystyle B}. Језгро морфизма {\displaystyle f:B\to C} је морфизам {\displaystyle i:A\to B} који је универзалан у односу на својство да је {\displaystyle f\circ i=0}. Другим речима, ако постоји морфизам {\displaystyle j:Z\to B} са {\displaystyle f\circ j=0}, онда постоји јединствен морфизам {\displaystyle k:Z\to A} такав да је {\displaystyle j=i\circ k}. Ово је илустровано у комутативном дијаграму:

### Еквилајзер
Језгра морфизама се могу генерализовати појмом еквилајзера. Еквилајзер за два морфизма {\displaystyle f,g:A\to B} у категорији је објекат {\displaystyle E} и морфизам {\displaystyle e:E\to A} такав да је {\displaystyle f\circ e=g\circ e}, и штавише, он је универзалан у односу на ово својство; ако је {\displaystyle z:Z\to A} други морфизам са {\displaystyle f\circ z=g\circ z}, онда постоји јединствен морфизам {\displaystyle u:Z\to E} такав да је {\displaystyle z=e\circ u}. Сваки морфизам еквилајзера мора бити моничан; ако су {\displaystyle x,y:Z\to E} са {\displaystyle e\circ x=e\circ y}, онда је {\displaystyle x=y}.
За Абелове групе, еквилајзер два хомоморфизма је исти као еквилајзер између разлике та два хомоморфизма и нултог хомоморфизма, па се у категорији Абелових група требају разматрати само еквилајзери између било ког хомоморфизма {\displaystyle h:A\to B} и нултог хомоморфизма {\displaystyle 0:A\to B}. Објекат таквог еквилајзера је (до изоморфизма) {\displaystyle \ker h}, језгро хомоморфизма {\displaystyle h}, а придружени морфизам је инклузионо пресликавање.